# 홍지호
홍지호(洪志鎬, 1962년 ~ )는 대한민국의 치과의사 및 저술가 겸 방송인이다.

## 생애
본관은 남양(南陽)이고 서울 출생이며 경기도 여주와 경기도 김포에서 잠시 유년기를 보낸 적이 있는 그는 현재 경기도 분당구 정자동에 있는 홍지호 치과의원의 원장을 지내고 있다.

### 주요 이력
1990년 미국 펜실베이니아 대학교 치과대학을 졸업했으며 서울대학교 치과대학 외래교수와 삼성의료원 서울 강북삼성병원 치과 과장을 역임했다.
옛 교제녀와 1999년 동거하였다가 2001년에 결별한 전력이 있는 그는 이후 2005년 2월 배우 이윤성과 결혼하였다. 그의 첫째형 홍명호 고려대학교 의과대학 명예교수는 가정의학과 의사이며 둘째형인 홍성호 원장은 성형외과 의사이며 연세대학교 의과대학 겸임교수 겸 고려대학교 의과대학 전임강사를 지낸 경력이 있다.

## 학력
- 미국 펜실베이니아 대학교 치과대학 치의학사
- 미국 펜실베이니아 대학교 치과대학원 치의학 석사·치의학 박사

## 가족 관계
- 전처 
  - 장남: 홍진원 (1993년 ~ )
  - 장녀: 홍주현 (2000년 ~ )
- 아내: 이윤성 (1973년 8월 4일 ~ ) - 배우
  - 차녀: 홍세라 (2005년 ~ )
  - 삼녀: 홍세빈 (2007년 ~ )
- 형: 홍명호 (洪命鎬, 1939년 6월 15일 ~ ) - 가정의학과 의사 및 의학박사
- 형: 홍성호[2] (洪聖鎬, 1947년 ~ ) - 성형외과 의사 및 의학박사

## 방송 출연

### MC 활동
- 메디TV 《건강충전 101%》

### 예능 출연
- KBS2 《야! 한밤에》
- SBS 《솔로몬의 선택》
- MBC 《타임머신》
- KBS2 《스펀지》

## 저서

### 치의학 저술
- 《홍지호 원장의 치아관리만 잘해도 인상이 바뀐다》 (팜파스, 2007년)

## 같이 보기
- 김영삼
- 이윤성
- 김국진